# Шифрін Григорій Аркадійович
Григорій Аркадійович Шифрін  (12 жовтня 1934, Харків, Україна — 26 липня 2024, Гамбург, Німеччина) — відомий в Україні та за її кордонами вчений, наукові досягнення якого відіграли важливу роль у розвитку перспективних напрямів анестезіології та реаніматології. Активну наукову діяльність поєднував з практичною роботою хірурга, анестезіолога-реаніматолога.
Доктор медичних наук (1974), професор (1981), член Всесвітньої асоціації медицини катастроф та невідкладної медицини (1976), член Правління Асоціації анестезіологів України, член Нью-Йоркської академії наук (1996). Заслужений діяч науки і техніки України (1994).

## Життєпис
Народився у м. Харкові.  Мати — лікар-невролог, заслужений лікар України; батько — інженер-коксохімік. Закінчив Харківську середню школу № 105. У 1952 році вступив до Харківського медичного інституту. Після його закінчення «з відзнакою» (1958) працював за розподілом ординатором хірургічного відділення в Ізюмській Центральній районній лікарні (Харківська область). Вже тоді виявив схильність до вивчення методів гангліоплегії в хірургії й анестезіології. Обґрунтувавши у виступі на одній із конференцій власний метод захисту організму хворого під час хірургічного втручання, Г. А. Шифрін звернув на себе увагу директора Харківського науково-дослідного інституту загальної та невідкладної хірургії професора О. О. Шалімова. Прийнявши його пропозицію, продовжив розпочату роботу в галузі анестезіології, повернувшись у 1962 році до Харкова, де працював старшим науковим співробітником, у 1976–78 роках — керівником відділу анестезіології у очолюваному О. О. Шалімовим НДІ та під його безпосереднім керівництвом.
1967 — захистив кандидатську дисертацію на тему «Порівняльна оцінка різновидів гангліонарної блокади для зменшення ризику тяжких операцій».
1973 — захистив докторську дисертацію на тему «Операційна травма та центральна  гемодинаміка: механізми змін та можливість управління (клініко-експериментальне дослідження)».
У 1978 році, витримавши конкурс, очолив кафедру анестезіології та інтенсивної терапії Запорізького державного інституту вдосконалення лікарів (нині Запорізька медична академія післядипломної освіти Міністерства охорони здоров'я України); на цій посаді працював до 2004 року. Протягом 25 років (1980—2005) був головним анестезіологом-реаніматологом Запорізького обласного управління охорони здоров'я. За цей час у місті та області було відкрито 29 відділень анестезіології та інтенсивної терапії. У 1997 році був обраний першим президентом Асоціації лікарів інтенсивної терапії та анестезіології Запорізької області. Для  підвищення професійної компетентності лікарів за ініціативою професора Шифріна вперше в Україні у Запоріжжі була організована школа інтегративної медицини, науковою базою якої та основою становлення інтегративної діагностики і терапії слугують закони біологічної цілісності організму.
З 2005 року проживав у м. Гамбурзі (Німеччина), продовжуючи наукові дослідження і до 2019 року — викладацьку діяльність в Україні як професор кафедри медицини катастроф, військової медицини, анестезіології та інтенсивної терапії Запорізького державного медичного університету. Під керівництвом Г. А. Шифріна захищено 23 кандидатські та 3 докторські дисертації. Його новаторські ідеї в анестезіології та реаніматології продовжують розвивати численні учні та послідовники, серед яких доктори мед. наук С. І. Воротинцев, М. Л. Горенштейн, Л. М. Смирнова, А. А. Хижняк, канд. мед. наук П. П. Олійник, С. І. Андрєєв, К. В. Серіков, Т. О. Семенова, О. І. Мангуренко, С. Є. Зайцев, О. М. Бойцова та ін.
Г. А. Шифрін є автором понад 300 наукових праць, в тому числі монографій та посібників. 12 авторських свідоцтв на винаходи.

## Родина
Дружина — Аліна Ісааківна Шифріна (1934 р.н.). Діти — Шифрін Олександр (1956 р.н.), Шифрін Володимир (1962—2023).
Похований у м. Гамбурзі (Німеччина), Альтона № 2048—2024.

## Основні праці
- Шалимов А. А., Шифрин Г. А. Современные методы ганглиоплегии в хирургии и анестезиологии. Киев, 1975.
- Шалимов А. А., Гуляев Г. В., Шифрин Г.А. Реакция кровообращения на операционную травму. Киев, 1977.
- Усенко Л. В., Шифрин Г. А. Концепция антиноцицептивного обезболивания. Киев, 1993.
- Усенко Л. В., Шифрин Г. А. Интенсивная терапия при кровопотере. Киев, 1995.
- Шифрин Г. А., Шифрин А. Г. Научные основы интегративной медицины. Запорожье, 1999.
- Шифрин Г. А., Милица Н. Н., Луценко Н. С., Андреев С. И. Интегративная инфузионная медицина. Запорожье, 2001.
- Шифрин Г. А., Горенштейн М. Л. Восстановление биоустойчивости при сепсисе. Киев, 2004.
- Шифрин Г. А. Восстановление биоустойчивости к кровопотере. Запорожье, 2007.
- Шифрин А. Г., Шифрин Г. А. Медицина биологической целостности организма. Запорожье, 2009.
- Шифрин Г. А., Шифрин А. Г. Новые горизонты врачебного интеллекта. Запорожье, 2010.
- Шифрин А. Г., Шифрин Г. А. Стратегия периоперационной медицины. Запорожье, 2012.
- Шифрин Г. А. Персонификация периоперационной безопасности. Запорожье, 2016.
- Шифрин Г. А., Туманский В. А., Колесник Ю. М. Виталология. Запорожье, 2018.
- Shifrin, Gregoriy. Тhe Fundamentals of Vitalism. Published bу Clink Street Publishing, 2021 (First edition).

#### ПОСІБНИКИ
- Шифрин Г. А. Организация и стандартизация интенсивной терапии и обезболивания. Практическое руководство. Запоріжжя, 2001.
- Шифрин Г. А. Пособие по интегративной медицине. Киев, 2003.
- Шифрин Г.А. Интегративная медицина: от критических состояний до реабилитации: пособие для врачей. Запорожье, 2007.
- Шифрин Г. А., Шифрин А. Г. Краткий курс управления биоустойчивостью организма. Запорожье, 2009.
- Колесник Ю. М., Туманский В. А., Шифрин Г. А. Основы врачебной компетентности. Запорожье, 2013.